# Wiranto

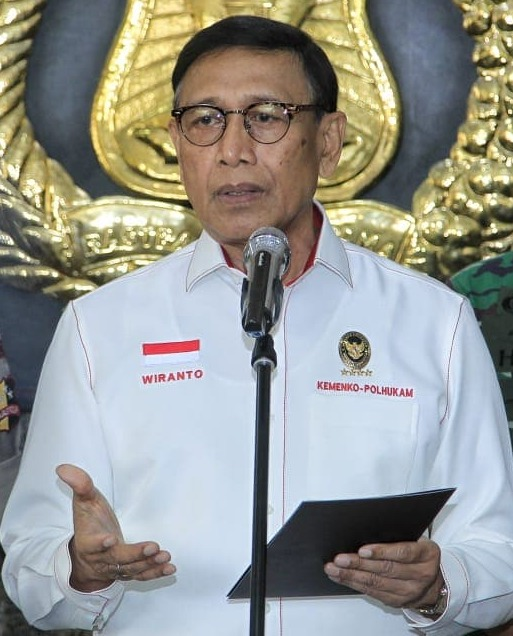
Wiranto (2018)

Wiranto (* 4. April 1947 in Yogyakarta) ist ein ehemaliger indonesischer General. Er war Präsidentschaftskandidat der langjährigen Regierungspartei Golkar in der Wahl 2004.
Als damaligem Oberbefehlshaber der indonesischen Armee Tentara Nasional Indonesia werfen ihm Menschenrechtsorganisationen vor, die paramilitärischen Milizen unterstützt zu haben, die im Sommer 1999 in Osttimor über 150.000 Menschen in den Westteil der Insel vertrieben und Tausende Menschen töteten. Einen Haftbefehl des Special Panels for Serious Crimes (SPSC) gegen Wiranto von 2004, das die Menschenrechtsverletzungen in Osttimor von 1999 verfolgte, ignorierte Indonesien.
Am 27. Juli 2016 wurde Wiranto zum Sicherheitsminister Indonesiens ernannt. Das Amt hatte er bis 2019 inne.

## Leben

### Militärkarriere

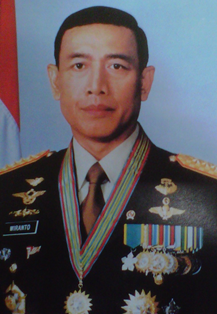
General Wiranto (1998)

Als Sohn eines Lehrers wurde der Javaner im Sultanat Yogyakarta geboren und wuchs in Surakarta auf. Er besuchte eine Militärschule, die er 1968 erfolgreich abschloss. In Manado, gelegen in der vorwiegend von Christen bewohnten Unruheprovinz Nordsulawesi, diente er von 1969 bis 1976 acht Jahre als Offizier eines Infanteriebataillons. Ab 1980 arbeitete Wiranto fünf Jahre in einer Kostrad-Brigade, die Teil einer etwa 25.000 Mann starken „Strategischen Reserveeinheit der Armee“ ist, und von 1985 bis 1989 in dessen Führungsstab.
Als Machthaber Suharto ihn im selben Jahr zum persönlichen Adjutanten ernannte, baute er eine enge Bindung zu der reichen Familie des Präsidenten auf, die im Land milliardenschwere Unternehmen besitzt. Im April 1993 rückte er in den Stab des regionalen Militärkommandos für Groß-Jakarta Kodam X/Jaya auf und übernahm die Leitung ab Dezember 1994 (Pangdam Jaya).
Wiranto übernahm die Führung der strategisch wichtigen KOSTRAD-Einheiten (Pangkostrad) im April 1996, mit denen auch General Suharto 30 Jahre zuvor an die Macht des Inselstaates gekommen war, und übergab den Oberbefehl im Juni 1997 an Suhartos Schwiegersohn, General Prabowo Subianto. Im August des gleichen Jahres übernahm Wiranto das Amt des Heeresstabschefs.
Ab 20. Februar 1998 bekam er von Präsident Suharto die Führung (Pangab) über die Streitkräfte Indonesiens und war somit auch Verteidigungsminister von Indonesien. Als Anfang Mai des Jahres Unruhen gegen Suharto ausbrachen, der sich zu der Zeit in Ägypten aufhielt, sendete er Truppen der Polizei und Marine, um gegen die Aufständischen vorzugehen, und entließ am 25. Mai Prabowo Subianto, den Oberbefehlshaber der Kopassus-Spezialeinheit und Schwiegersohn von Suharto.
Um Behauptungen über die Beteiligung von Angehörigen der Spezialeinheit bei Entführungen und Folter von der Mitglieder der Reformbewegung zu untersuchen, berief General Wiranto am 3. August des Jahres ein Konzil ein. Bis zum 21. August wurden Anhörungen durchgeführt, bei denen die Öffentlichkeit ausgeschlossen war. Drei hochrangige KOPASSUS-Offiziere, darunter der Oberbefehlshaber Prabowo, verloren daraufhin ihre Posten. Verteidigungsminister Wiranto bestätigte eine Verwicklung der Spezialeinheit, die in Under-Cover-Einsätzen die Entführungen durchgeführt hatten. Ein Militärgericht verurteilte am 6. April 1999 elf Mitglieder von KOPASSUS wegen Entführung von neun Pro-Demokratie-Aktivisten zu Freiheitsstrafen von bis zu 22 Monaten.
Unter dem neuen Präsidenten Bacharuddin Jusuf Habibie blieb Wiranto während des blutigen Höhepunktes des Osttimorkonfliktes im September 1999 für das Militär in Indonesien verantwortlich. Wiranto drohte noch zwei Tage vor der Entscheidung Habibies für eine UN-Eingreitruppe, die Osttimor wieder befrieden sollte, mit einem Staatsstreich. Präsident Habibie verzichtete aufgrund des Drucks auf eine Wiederwahl. Am 20. Oktober folgte ihm Abdurrahman Wahid als neuer Präsident Indonesiens. Wahid entließ Wiranto als Oberbefehlshaber der Streitkräfte im Februar 2000.

### Politische Karriere
Auf Grundlage der UN-Resolution 1273 hatte die Übergangsverwaltung von Osttimor UNTAET 1999 die Serious Crimes Unit gegründet, die Verbrechen gegen die Menschlichkeit und Völkermord zwischen dem 1. Januar und dem 25. Oktober verfolgen und untersuchen sollte. Die indonesischen Behörden verweigerten dem Gericht in Osttimor, wie das Land seit der Unabhängigkeit offiziell heißt, bisher jede Unterstützung.
In ihrer Funktion als Vorgesetzte wurden General Wiranto und sieben weitere Personen in Abwesenheit am 23. Februar 2003 wegen Tötungen, Deportationen und Verfolgungen in Osttimor angeklagt. Einen Haftbefehl erließ ein Spezialgericht am 10. Mai 2004.
Im ersten Wahlgang der Präsidentschaftswahl am 5. Juli 2004 erhielt Wiranto für Golkar 22,18 Prozent der Stimmen und schied aus. Präsident Yudhoyono, der die Wahl im zweiten Wahlgang gewann, gilt als Schützling des Generals.
Im Januar 2007 gründete Wiranto seine eigene politische Partei Hanura. Im Jahre 2009 kandidierte er als Vizepräsident des Präsidentschaftskandidaten Jusuf Kalla, der aber scheiterte.

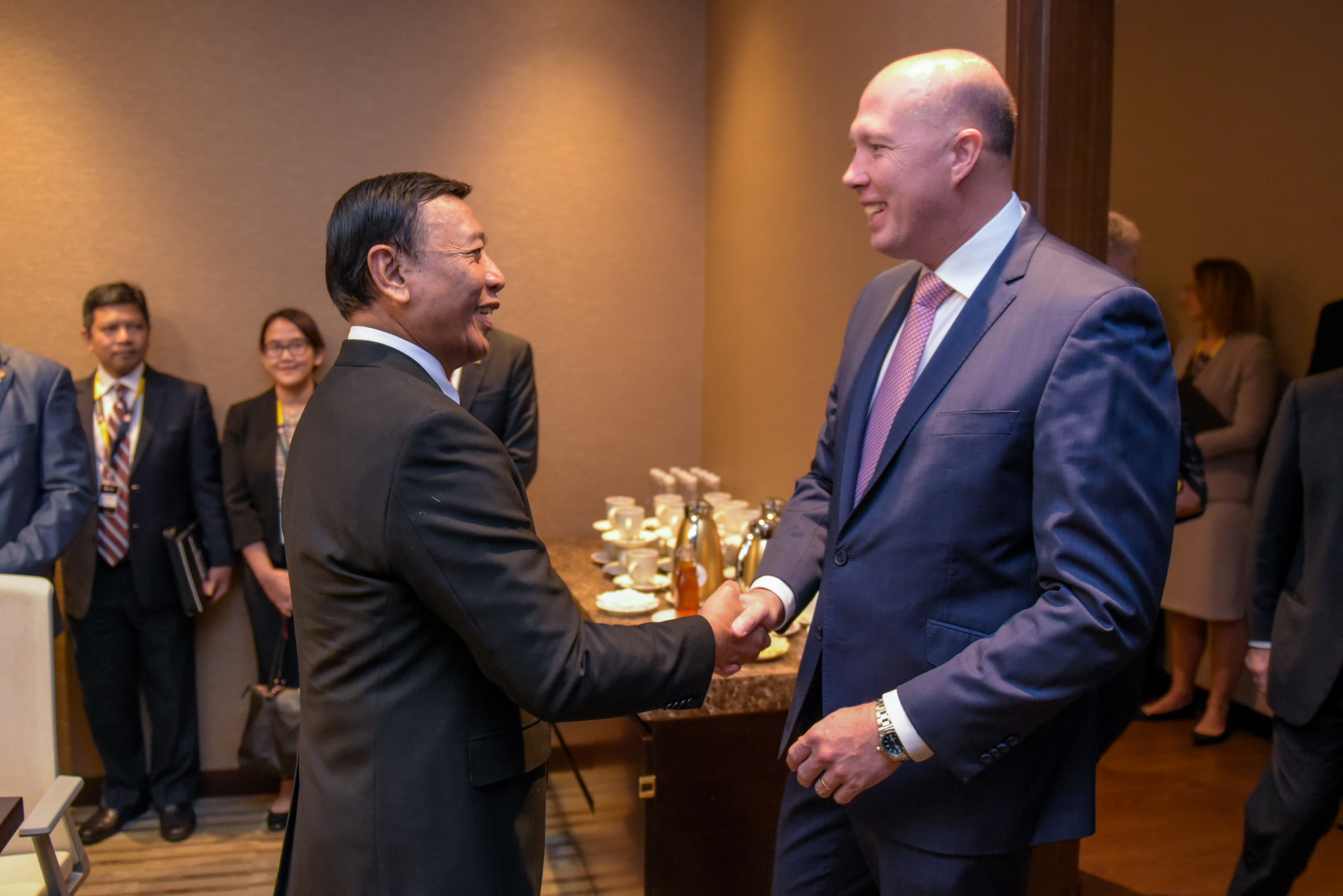
Konferenz zur Terrorbekämpfung mit dem australischen Minister Peter Dutton (2018)

Im Mai 2007 wurde Wiranto vor der gemeinsamen indonesisch-osttimoresischen Kommission Commission for Truth and Friendship CTF zur Gewalt in Osttimor 1999 befragt. Er bestritt jegliche Verbindungen zu den pro-indonesischen Milizen. Bei den Gewalttaten handelte es sich nicht um Menschenrechtsverletzungen, sondern um einfache kriminelle Straftaten. Er lehnte die Verantwortung für Straftaten unter seinem Kommando ab. Jeder Soldat sei selbst für seine Taten verantwortlich. Außerdem kritisierte der General die UNO, dass sie Indonesien die Verantwortung für die Sicherheit beim Unabhängigkeitsreferendum übertragen hatte. Betreffs der Milizen sagte Wiranto, sie seien weder formiert, noch gegründet worden, noch hätte das Militär die Milizen ausgerüstet oder Kontrolle über sie ausgeübt.
Im Jahr 2013 kündigte Wiranto an, 2014 erneut als Präsident zu kandidieren, doch als sein Vizepräsidentschaftskandidat Hary Tanoesoedibjo sich schlecht in der Öffentlichkeit darstellte, entschloss Wiranto sich, den späteren Wahlsieger Joko Widodo als Präsidenten zu unterstützen.
Wiranto wurde 2016 unter Widodo zum koordinierenden Minister für politische, rechtliche und Sicherheitsangelegenheiten. Als Sicherheitsminister stand er fünf Ministerien vor, darunter den Ressorts Außenpolitik, Innenpolitik und Verteidigung.
Am 10. Oktober 2019 wurde Wiranto in Pandeglang (Provinz Banten) von Islamisten niedergestochen und schwer verletzt.